# Шапель-Спинас
Шапе́ль-Спина́с (фр. Chapelle-Spinasse, окс. Chapela Espinassa) — коммуна во Франции, находится в регионе Лимузен. Департамент — Коррез. Входит в состав кантона Эглетон. Округ коммуны — Тюль.
Код INSEE коммуны — 19046.
Коммуна расположена приблизительно в 390 км к югу от Парижа, в 85 км юго-восточнее Лиможа, в 24 км к северо-востоку от Тюля.

## История
Во время Великой французской революции название коммуны было изменено на Ле-Дустр (фр. Le Doustre).

## Население
Население коммуны на 2008 год составляло 119 человек.
| 1962 | 1968 | 1975 | 1982 | 1990 | 1999 | 2008 |
| ---- | ---- | ---- | ---- | ---- | ---- | ---- |
| 117  | 124  | 134  | 119  | 137  | 133  | 119  |

## Экономика
В 2007 году среди 75 человек в трудоспособном возрасте (15-64 лет) 49 были экономически активными, 26 — неактивными (показатель активности — 65,3 %, в 1999 году было 73,7 %). Из 49 активных работали 47 человек (26 мужчин и 21 женщина), безработных было 2 (1 мужчина и 1 женщина). Среди 26 неактивных 2 человека были учениками или студентами, 13 — пенсионерами, 11 были неактивными по другим причинам.

## Достопримечательности
- Церковь Нотр-Дам (XII век). Памятник истории с 1977 года[3]